# Feria de Artesanía de Castilla-La Mancha Artesana

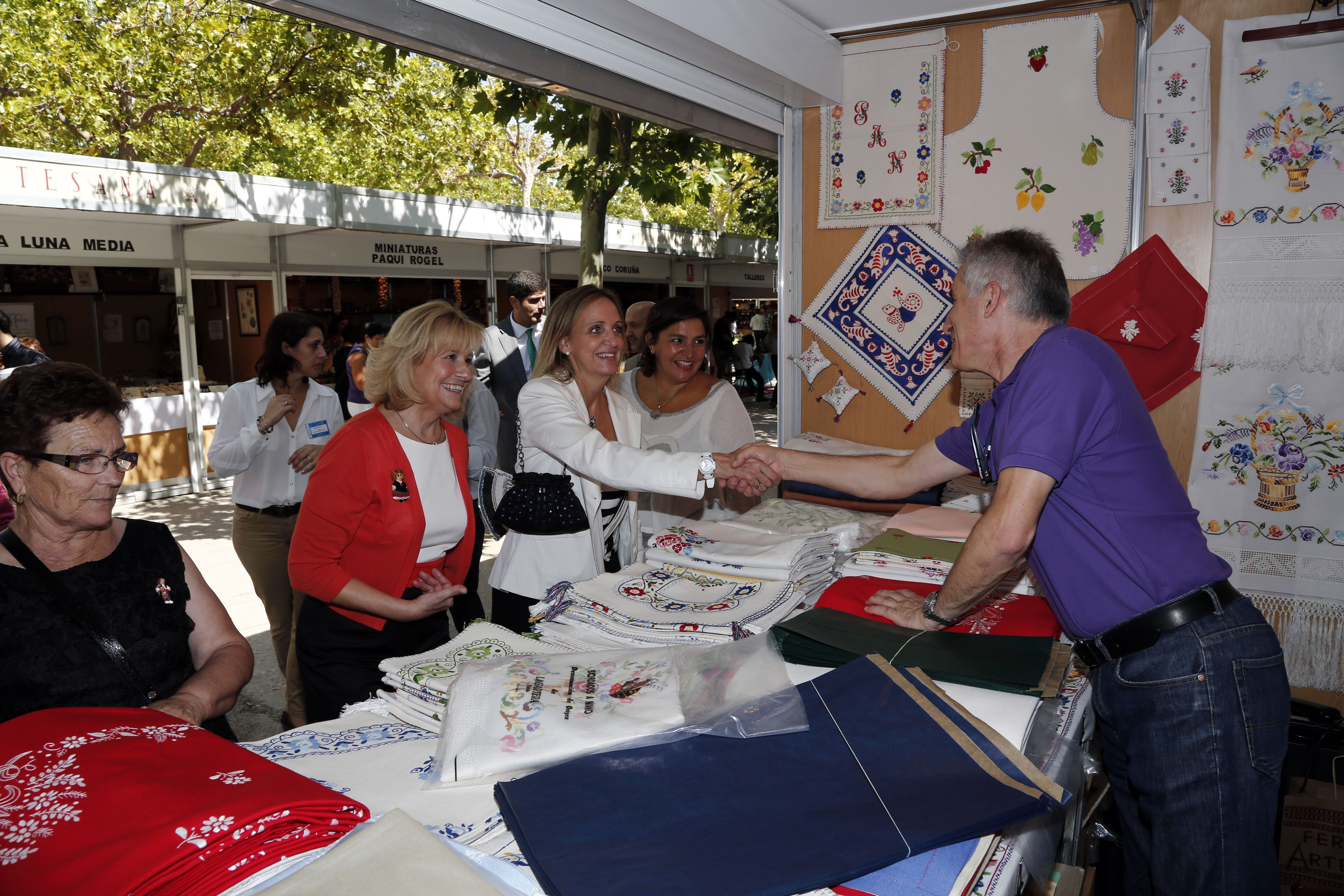
Feria de Artesanía de Castilla-La Mancha Artesana 2013

La Feria de Artesanía de Castilla-La Mancha Artesana, también conocida como Feria de Artesanía de Albacete, es una feria de artesanía internacional que se celebra anualmente en la ciudad española de Albacete. Durante 10 días consecutivos, del 7 al 17 de septiembre, artesanos del mundo muestran sus obras de arte en el marco de la Feria de Albacete.

## Historia
La Feria de Artesanía de Albacete nació en 1994 con el fin de dar a conocer las auténticas obras de arte artesanales que se fabrican en España y en el resto del mundo. En 1999 se convocó por primera vez el Concurso de Artesanía de Albacete que premia las mejores obras expuestas.

## Organización
Artesana ha sido organizada desde su nacimiento, en las 13 primeras ediciones, por la Asociación de Artesanos de Albacete, creadora y artífice del evento. Una vez que la IFAB retiró los permisos y uso del suelo a la asociación provincial pasó en la actualidad a organizar la Institución Ferial de Albacete en colaboración con Coarte-Alba (Asociación Colectivo de Artesanos de Albacete).

## Expositores
La feria cuenta con más de cincuenta stands o expositores con sectores de muy diversa índole como joyería, marroquinería, cuchillería, cosmética, cristal, cerámica, abanicos, bisutería, juguetes, velas, iluminación, bordados... Además, se realizan numerosos talleres artesanos demostrativos.

## Sede
La Feria de Artesanía tiene lugar en el sureste de los Ejidos de la Feria, en el conocido como quinto anillo de la Feria, en un recinto levantado para tal fin.